# حمایت از کاربر
حمایت از کاربر یک اصل طراحی تجربه کاربری‌‌‌‌‌‌‌‌‌‌است که به نمایندگی از دیدگاه‌های کاربران در طراحی محصولات مربوط می‌شود. یک تعریف بیان می‌کند که حمایت از کاربر، عمل استفاده از سخنگویان مشخص برای تسهیل تعامل بین کاربران و طراحان محصولات مورد استفاده آن‌ها است. تعریف دیگری به‌طور کلی‌تر حمایت از کاربر را به‌عنوان عمل دفاع از کاربر تعریف می‌کند، صرف‌نظر از اینکه فرد یک کاربر، طراح، توسعه‌دهنده، پژوهشگر، مدیر و غیره باشد. حامیان کاربر معمولاً ممکن است دیدگاه شخصی یا عملکردی خود را معلق کنند و سعی کنند محصول را از منظر و تجربه کاربر آن محصول ببینند. توانایی اتخاذ دیدگاه کاربر، بدون قضاوت یا تعصب شخصی، به حامی این امکان را می‌دهد که چیزها را به گونه‌ای ببیند که کاربر ممکن است آن‌ها را ببیند و در نهایت مشاهدات و شاید توصیه‌هایی برای بهبود تجربه کاربری ارائه دهد. به‌طور مشابه، برخی از حامیان کاربر دیدگاه خنثی و علمی اتخاذ می‌کنند و از کاربران مشاهده و داده جمع‌آوری می‌کنند که نشان می‌دهد محصول یا تجربه کاربری ممکن است به‌گونه‌ای تغییر یا بهبود یابد که کاربران آن را ترجیح دهند یا از آن بهره‌مند شوند. حامیان کاربر ممکن است دانشمندان یا مهندسانی باشند که از روش علمی برای ایجاد بهبودهایی استفاده می‌کنند که منجر به افزایش آسانی استفاده، صرفه‌جویی در زمان، بهبود سطح رضایت کاربران یا سایر معیارهای متمرکز بر کاربر می‌شود.
یک حامی، فردی است که برای یک علت یا سیاست استدلال می‌کند یا از آن حمایت می‌کند.
یک حامی کاربر می‌تواند یک فرد باشد، همانند در یک مطالعه تحقیقاتی؛ یک شخصیت، شخصیت‌های خیالی که نماینده یک مشتری یا بخش خاص از پایگاه مشتریان هستند؛ یا یک جامعه، مانند شرکت‌کنندگان در یک تابلو بحث عمومی.

## ریشه‌ها
ایده حمایت از کاربر از پروژه‌های توسعه نرم‌افزار در مقیاس بزرگ به وجود آمد. در چنین تیم‌هایی، توافقی در مورد نقش‌های طراح محصول (یا طراح سیستم) و تحلیلگر تجربه کاربری (UX) صورت می‌گیرد، به‌طوری‌که این دو نقش (طراح و تحلیلگر UX) نمی‌توانند به‌طور مؤثر توسط یک فرد یا افراد مشابه انجام شوند به دلیل منافع متعارض ذاتی آن‌ها. یک مثال از این نوع تضاد منافع، دفاع طراح از تصمیم طراحی خود در مورد بهبود محصول در مقابل تصمیم جایگزینی است که می‌تواند به تجربه کاربری بهتری منجر شود، اما تصمیم اولیه طراح را در مورد چگونگی بهبود محصول نادیده می‌گیرد.
تعامل طراح با کاربران واقعی در چنین پروژه‌های بزرگی غالباً برای برخی طراحان به عنوان یک فرایند پرهزینه و ناکارآمد در نظر گرفته می‌شود، اما دیدگاه جایگزین نشان می‌دهد که برخی طراحان و برخی شرکت‌ها به تعامل با کاربران واقعی ارزش نمی‌دهند. برخی متخصصان پیشنهاد کرده‌اند که طراحان و توسعه‌دهندگان ممکن است حتی نسبت به کاربران واقعی contempt (تحقیر) داشته باشند. در پروژه‌های بزرگ مقیاس، اغلب یک ضرورت عملی برای تقسیم کار وجود دارد، اما این نباید بهانه‌ای برای عدم درگیر کردن کاربران در هر مرحله از چرخه زندگی توسعه نرم‌افزار باشد. فرد مسئول طراحی یک محصول ممکن است از توسعه آن محصول دور باشد و حتی بیشتر از مطالعات تجربه کاربری سنتی، که تحلیل می‌کند کاربران چگونه با یک محصول تعامل دارند در مقایسه با نحوه طراحی آن برای استفاده. درجات جدایی ذاتی در این پروژه‌های بزرگ می‌تواند باعث ایجاد فاصله‌ای بین طراحان جاه‌طلب شود که در خطر ایجاد محصولات ناکارآمد هستند که ترجیح می‌دهند طراحی کنند، به جای طراحی آنچه کاربران می‌خواهند و به آن نیاز دارند. باید دقت شود که در هر مرحله از چرخه طراحی، کاربر درگیر گردد، تا نیازهای کاربر نادیده گرفته نشود و طراحی محصولی غیرقابل قبول منجر نشود.
ایده مشاوری با تخصص که با یک گروه مشتری کار می‌کند، ریشه‌های نظری در مدل‌های مشاوره‌ای پروسه دارد که بر توسعه روابط نزدیک برای حل‌ و فصل مشترک تمرکز دارد.

## توسعه شخصیت‌های کاربری به منظور حمایت از کاربر
یکی از روش‌های حمایت از کاربر از طراحان می‌خواهد تا کاربران خود را به‌طور جمعی تعریف کنند، همچون یک فرد یا یک شخصیت، و ویژگی‌ها و خصایص مشترک کاربران معمولی خود را در نظر بگیرند. این کار شامل بررسی انواع مختلف سناریوهای کاربردی است که کاربران به‌طور معمول با آن‌ها مواجه می‌شوند تا به پیش‌بینی نیازها و انتظارات کاربران کمک کند. از این شخصیت و ویژگی‌های مرتبط با آن، تمایلات، سناریوهای کاربردی، نیازهای عملکردی و انتظارات کاربران استخراج می‌شود و مشخصات دقیقی برای بهبودهای محصولی که باید توسعه یابند، فراهم می‌شود.
این روش به‌طور اساسی دسترسی طراحان محصول به کاربران را از طریق نمایاندن نیازهای آن‌ها در قالب یک شخصیت یا شخصیت خیالی هدایت می‌کند.

## در ارتباطات فنی
ارتباطات فنی به‌عنوان حامیان کاربران در طراحی محصولات اطلاعاتی عمل می‌کنند. آن‌ها از طریق شخصیت‌های کاربری، آزمایش‌های قابلیت استفاده و طراحی متمرکز بر کاربر، میان کارشناسان موضوع و کاربران میانجی‌گری می‌کنند. ارتباطات فنی از کاربران بر اساس سه استاندارد برای طراحی محصول حمایت می‌کند:
- قابل استفاده: طراحی‌ها بصری، ایمن و آسان برای استفاده هستند.
- کاربردی: طراحی‌ها به نیازهای کاربران که از طریق آزمایش‌های قابلیت استفاده و شخصیت‌های کاربری تعیین شده، پاسخ می‌دهند.
- جذاب: طراحی‌ها برای کاربران جذاب هستند و استفاده از محصول را تشویق می‌کنند.
ارتباطات ریسک نیز یک زیرمجموعه از حمایت از کاربر است که بر روی ارتباط و کاهش ریسک‌ها در محصولات و محیط‌ها متمرکز است.

## مزایا
حمایت از کاربر همچنین کمک می‌کند تا اثرات تصمیمات طراحی آسان‌تر قابل اندازه‌گیری باشد، زیرا ویژگی‌ها و خصایص شخصیت‌های کاربری معمولاً شامل پیشنهاد های جمع‌آوری‌شده از کاربران واقعی است. پیشنهاد ها برای بهبود به‌صورت عمومی و بر اساس فراوانی، شدت یا هم‌راستایی با ابتکارات شرکتی اولویت‌بندی می‌شوند. در نتیجه، تصمیمات طراحی کمتر به یک طراح مربوط می‌شود و بیشتر به برآورده کردن نیازهای کاربران وابسته است، زیرا پیشنهاد ها برای بهبود معمولاً مستقیماً توسط خود کاربران ارائه می‌شود.